# Ascèse

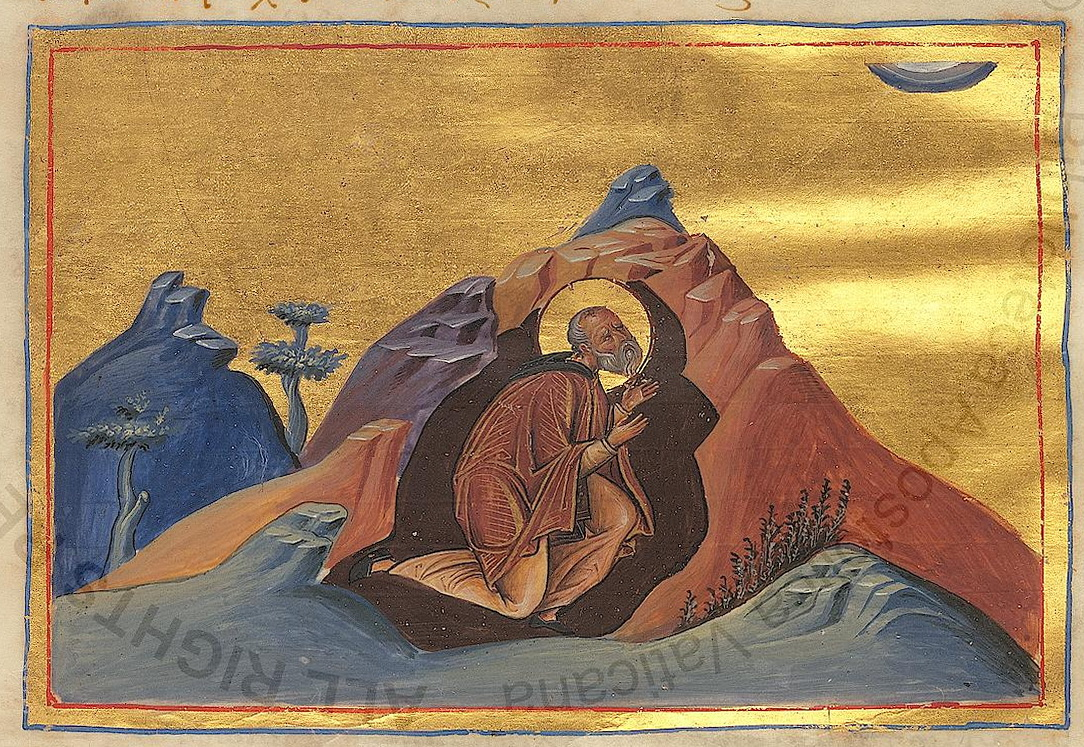
Pour les Pères du désert qui pratiquent l'érémitisme, il n'est de bonheur accessible que dans l'expérience du retrait du monde et l'ascèse. L'ermite Paul le Simple (icône médiévale).

Pour les articles ayant des titres homophones, voir A16 et Ascèses.
« Ascétique » redirige ici. Pour l’article homophone, voir Acétique.
L'ascèse ou ascétisme est une discipline volontaire du corps et de l'esprit cherchant à tendre vers une perfection. L'ascèse est couramment rattachée à diverses religions, mais son usage n'est pas limité à celles-ci.
À l'origine du terme « ascèse », le mot grec askêsis, signifiant « exercice » ou « entraînement » s'appliquait à de nombreuses activités et en particulier à l'athlétisme, bénéficiant ainsi d'une signification originelle purement physique. Au Ve siècle apparaîtra, à travers le latin, le mot asceta ou asceteria, signifiant « moine/religieuse », « monastère/couvent ». Il en découlera le mot moderne d'ascèse.
Il existe diverses disciplines de l'ascèse. Certaines reposent sur la privation pour accéder à une maîtrise spirituelle. C'est le cas de la mortification et l'abstinence sexuelle. D'autre part, certaines pratiques diverses se rattachent à l'ascèse : jeûne, absence de drogue et d'alcool.
L’ascétère est un lieu spécifique dédié à l'ascèse.

## Religions

### Christianisme
Il est nécessaire de rappeler que les réalités ecclésiales sont très diverses. La compréhension et surtout la pratique de l'ascèse n'échappent pas à cette diversité, notamment entre l'Église catholique de rite romain ou de rite oriental et les Églises-sœurs orthodoxes. Toutes ces Églises ont conservé la vie religieuse et en particulier la vie monastique qui sont, par excellence, les lieux où se pratique l'ascèse.
Il ne faudrait pas en déduire que l'ascèse serait réservée aux seuls consacrés. Au contraire, le CEC au n° 2013, citant la constitution Lumen gentium dit : « L'appel à la plénitude de la vie chrétienne et à la perfection de la charité s'adresse à tous ceux qui croient au Christ, quels que soient leur rang ou leur état » (LG 40) et précise au n° 2015 : « Le chemin de la perfection passe par la Croix. Il n'y a pas de sainteté sans renoncement et sans combat spirituel (cf. 2 Tm, 4). Le progrès spirituel implique l'ascèse et la mortification qui conduisent graduellement à vivre dans la paix et la joie des Béatitudes ».
Au désert, le Christ a mené un combat spirituel dont il est sorti victorieux. À sa suite, il ne s’agit pas de faire des efforts par nos propres forces humaines mais de laisser le Christ nous habiter pour faire sa volonté et nous laisser guider par l’Esprit.
Si l'ascèse est dès lors une nécessité permanente, l'Église catholique en recommande particulièrement la pratique pendant le Carême, qui dure quarante jours effectifs. Cette période est fondée sur les quarante années que les Israélites ont passées dans le désert (Exode) et sur les quarante jours passés par Jésus au désert avant de commencer sa vie publique. Le Carême s'ouvre par la liturgie du mercredi des Cendres et prend fin le Jeudi saint qui ouvre le Triduum pascal.
Le Carême catholique est aujourd'hui vécu par les fidèles comme une période de partage au profit des plus démunis. Mais cette forme contemporaine de l'aumône ne doit pas faire oublier le primat de la prière - qui est aussi un enjeu du combat spirituel (en) -, ni le jeûne quelle que soit la forme concrète qu'on lui donne.
La période de l'Avent, les trente jours qui précèdent Noël, ne doit pas être vécu comme le Carême. Il s'agit d'abord de préparer les cœurs à la parousie et, à partir du 17 décembre avec les antiennes Ô, de se préparer spirituellement à commémorer la venue du Christ dans notre chair.
Avant le concile Vatican II, il était demandé aux adultes en bonne santé de s'abstenir de viande chaque vendredi de l'année, en souvenir de la Passion. Sans l'interdire, le concile a recommandé que cette pratique, devenue avec le temps routinière et de ce fait moins signifiante, soit remplacée par des gestes d'écoute ou d'attention envers le "prochain". En effet, le prix du poisson avait rattrapé peu à peu celui de la viande. Dès lors, blâmer le comportement du pauvre mangeant une tranche de jambon le vendredi mais louer celui du riche déjeunant d'un turbot devenait déplacé.

### Islam
Le Zuhd est l'une des notions très importantes dans le cheminement spirituel dans l'islam, qu'on traduit parfois par ascétisme, mais aussi par « détachement », ou « renoncement » dans le but d'un rattachement à la divinité. Zâhid est un terme signifiant "ascète", utilisé pour désigner les musulmans. Pour P. Lory, « Le zuhd, c’est faire tout son effort pour se libérer des attraits de l’âme charnelle afin de pouvoir se consacrer à la joie du service d’Allah ». Plusieurs références à l'ascétisme se trouvent dans le Coran. Même si plusieurs traditions ont voulu présenter Mahomet comme un exemple de renoncement.
Dès les premiers siècles de l'islam apparait un ascétisme musulman, en particulier en réaction à l'enrichissement de l'Umma. P. Lory remarque qu'au IIIe de l'Hégire, une évolution se fait d'une spiritualité plus ancienne, marquée par une crainte du Jugement vers une autre marquée par une volonté d'union à Allah. Si cette rupture peut être nuancée, les premiers siècles de l'islam n'évoque pas explicitement la question de "l'action du cœur" et la manifestation de la foi rejaillit d'actions matérielles. Néanmoins, cette spiritualité pouvait être le support d'une expérience mystique.

### Judaïsme
Dans la religion juive, le "détachement" ou le "renoncement" deviennent le point de rencontre entre la théologie plus rigoureuse des Dix Commandements, l'éthique de l'auto-contrôle/inhibition ou, plus simplement, de la "vigilance pour ne pas transgresser", et enfin de la conception de la Kabbale qui considère l'âme et le corp comme deux modèles du monde supérieur, le monde spirituel, et du monde de 'Assiya, celui des sens... et de la foi tangible en Dieu et vécu aussi dans le pragmatisme quotidien des préceptes juifs de la Halakhah : les Mitzvot. L'âme et le corps sont ainsi unis dans le sceau spirituel de la Kedoucha, la "sainteté juive" : cela se produit avec des Kavanot spécifiques pour la Yehidah, comme le Bitul ou auto-annulation spirituelle intérieure de l'ascèse mystique juive.

### Hindouisme
Dans l'hindouisme, le principe le plus proche de l'ascétisme est tapas.

### Bouddhisme
Exemple d'ascèse dans le bouddhisme : Siddhartha Gautama (le premier Bouddha) a vécu un moment de sa vie en ascèse extrême avant de chercher la voie du milieu qui lui permettra d'atteindre la libération.

### Franc-maçonnerie
Selon Richard Dupuy grand-maitre de la Grande Loge de France, expose dans son ouvrage La foi d'un franc-maçon, sa conception personnelle de l'ordre maçonnique. Qualifiant sa pratique « d'ascèse maçonnique ». Il inscrit cette notion dans le courant d'une franc-maçonnerie spiritualiste qui se tient hors du domaine des religions et de la politique, différent de ce qu'il nomme « l'ascèse initiatique du franc-maçon ».

## Philosophie

### Socrate et Platon
Socrate (469–399 av. J.-C.) était considéré comme modèle de la vertu. Son élève Xénophon louait sa maîtrise de soi (enkráteia) et trouvait que Socrate l'avait plus que tout autre. Il était le plus endurant pour lutter contre le froid, la chaleur et toutes autres pénibilités, et avait posé comme fondement de la vertu sa maîtrise de soi, car sans elle, tout effort était vain. Xénophon insistait sur la nécessité de réaliser des exercices mentaux et corporels comme moyen d'acquisition de cette maîtrise de soi ; selon son témoignage, Socrate affirmait que s'ils ne négligeaient pas cet entraînement, les moins dotés par la nature pouvaient se hisser au rang des plus forts. Une description détaillée quant à l'auto-discipline de Socrate et son endurance pour supporter les peines et la fatigue fut retranscrite par son célèbre disciple Platon dans son dialogue Le Banquet. Cette ascèse philosophique rencontra toutefois la critique de ses contemporains. En effet, celle-ci est moquée par l'auteur de comédies Aristophane qui voit dans ce style de vie autour de Socrate un phénomène de mode aberrant.
Platon plaide pour une vie simple, en accord avec la nature et non pas opulente. Il n'entendait pas par là un retour à une civilisation primitive, mais une purification de tout excès. Grâce à cela, les hommes pourraient atteindre un état de circonspection et de calme intérieur. Seuls les besoins vitaux devaient être remplis, mais sans aller au-delà de ce qui est nécessaire. Comme son maître Socrate, Platon insistait sur l'importance de l'acquisition d'une retenue. Par l'ascèse, il entendait des exercices intellectuels, qui se fondaient sur la pensée et la volonté et visaient l'aretḗ (compétence, vertu, excellence) : on devrait « s'exercer à la justice et aux autres vertus ». S'entraîner à vivre et à mourir était la meilleure façon de vivre. Dans les discussions de l'époque sur l'éducation et la formation du caractère, le poids et la conjugaison de trois facteurs avaient leur importance : les dispositions naturelles, l'instruction et la répétition (áskēsis),,.

### Stoïcisme
Chez les stoïciens, l'« exercice ascétique » joue un rôle particulier dans la manière philosophique de vivre. La place de l’abstention et du renoncement est centrale à leurs yeux. L'ascèse avait été d'abord pensée comme une discipline mentale. L'ascèse corporelle avait aussi son importance, mais moindre. Les pratiques corporelles sans fondement mental, sans objectif, étaient inutiles ; l'ascèse superficielle et ouvertement affichée, menée dans le but d'impressionner les autres était désapprouvée. La maîtrise des pensées et des instincts devait libérer le philosophe stoïcien de la tyrannie des états d'âmes mouvementés et ainsi lui offrir une paix et une liberté intérieures. L'apátheia (absence de passions) était recherchée : le refoulement de pulsions destructrices et source de souffrance comme la colère, la peur, l'envie et la haine, et dans le meilleur des cas, le détachement de toutes stimulations liée à la sensibilité. L'apathie atteinte n'était qu'une condition préalable à l'ataraxie (tranquillité, absence de trouble). L'idéal de l'ascèse stoïcien trouva beaucoup d'écho dans la période de l'Empire Romain. Le stoïcien Epictète donnait des indications détaillées des exercices à pratiquer. L'empereur romain Marc Aurèle est un exemple éminent d'ascète stoïcien. Les stoïciens sous l'empire exigeaient l'accomplissement des devoirs du citoyen, qui selon leurs convictions comprenait aussi pour le philosophe le devoir de se marier et de fonder une famille,.

### Kant (1724 - 1804)
Kant pense que l'ascétisme reflète la manière de vivre de tous les hommes, leur but propre afin d'atteindre le bonheur « suprême ».

### Schopenhauer
Pour Schopenhauer dans son oeuvre Le Monde comme volonté et comme représentation, l'ascétisme permet de faire la négation de la volonté (comme privation de celle-ci) ce qui permet à l'ascète d'éviter la cause de souffrance qu'est la volonté. Celle-ci entraînant des désirs perpétuels et la souffrance pour les atteindre, ou l'ennui quand ils sont atteints.

### Critique de Nietzsche (1887)
La plus grande partie de l'ouvrage de Nietzsche, Généalogie de la morale, est intitulée Que signifient les idéaux ascétiques ? (« Troisième Dissertation »), où il développe une critique radicale de l'ascèse et de ceux qui la prescrivent, responsable selon lui de ruiner la santé, et d'être contraire à la vie, le tout aux noms de croyances et de préjugés philosophiques ou théologiques, de l'existence d'un arrière-monde.
Cette Troisième Dissertation commence avec l'aphorisme suivant :
« 1. Quel est le sens de tout idéal ascétique ? — Chez les artistes il ne signifie rien, quelquefois aussi des choses multiples ; chez les philosophes et les savants quelque chose comme un flair et un instinct pour les conditions favorables à la haute spiritualité ; chez les femmes tout au plus un charme de séduction en plus, un peu de morbidezza sur de belles chairs, ce qu’un joli animal un peu gras a d’angélique ; chez les disgraciés et les déséquilibrés au point de vue physiologique (chez la majorité des mortels) une tentative de se trouver « trop bon » pour ce monde, une forme sacrée de la débauche, leur arme capitale dans la lutte contre la douleur lente et l’ennui ; chez les prêtres la véritable foi sacerdotale, leur meilleur instrument de puissance, et aussi leur « suprême » autorisation au pouvoir ; chez les saints enfin un prétexte au sommeil hivernal, leur novissima gloriæ cupido, leur repos dans le néant (« Dieu »), leur manifestation de la démence. En somme, de cette diversité de sens dans l’idéal ascétique chez l’homme, ressort le caractère essentiel de la volonté humaine, son horror vacui : il lui faut un but, — et il préfère encore avoir la volonté du néant que de ne point vouloir du tout. — Me comprend-on ?… M’a-t-on compris ?… « Décidément non, Monsieur ! » — Commençons donc par le commencement. »
En parlant d'un certain type d'ascetisme très courant entre les philosophes, Nietzsche écrit ceci dans le même contexte de son livre :
« Toute bête, la bête philosophique comme les autres, tend instinctivement vers un optimum de conditions favorables au milieu desquelles elle peut déployer sa force et atteindre la plénitude du sentiment de sa puissance ; toute bête a de même une horreur instinctive et une sorte de flair subtil, « supérieur à toute raison », pour toute espèce de troubles et d’obstacles qui se présentent ou pourraient se présenter sur la route vers l’optimum — (ce n’est pas de sa route vers le bonheur que je parle, mais de sa route vers la puissance, vers l’action, vers l’activité la plus large, ce qui, en somme, dans la plupart des cas, est sa route vers le malheur). Par suite, le philosophe a horreur du mariage et de tout ce qui pourrait l’y conduire, — du mariage en tant qu’obstacle fatal sur sa route vers l’optimum. Parmi les grands philosophes, lequel était marié ? Heraclite, Platon, Descartes, Spinoza, Leibniz, Kant, Schopenhauer — ils ne l’étaient point ; bien plus, on ne pourrait même se les imaginer mariés. Un philosophe marié a sa place dans la comédie, telle est ma thèse : et Socrate, seule exception, le malicieux Socrate, s’est, semble-t-il, marié par ironie, précisément pour démontrer la vérité de cette thèse. »
Un autre aspect de sa réflexion sur ce thème de l'ascetisme peut être identifié plus tard dans l'oeuvre Trois essais sur la théorie sexuelle (1905), de Sigmund Freud, dans laquelle cet auteur a créé le concept de « sublimation ». Au lieu de ce terme là, Nietzsche parle d'une « activité machinale » :
« Beaucoup plus fréquemment, au lieu d’un pareil étouffement hypnotique de la sensibilité, de la faculté de souffrir qui suppose déjà des forces peu communes, avant tout le courage, le mépris de l’opinion, le « stoïcisme intellectuel », on emploie, contre les états de dépression, un autre training, en tous les cas plus commode : l’activité machinale. Que par elle une existence de souffrances soit considérablement allégée, la chose n’est pas douteuse ; on appelle aujourd’hui ce résultat un peu hypocritement « la bénédiction du travail ». L’allégement provient de ce que l’intérêt du patient est fortement détourné de la souffrance, — que constamment l’activité, et encore l’activité, occupe la conscience et n’y laisse par conséquent que peu de place à la souffrance : car elle est étroite, cette mansarde que l’on appelle la conscience humaine ! L’activité machinale et tout ce qui s’y rapporte — la régularité absolue, l’obéissance ponctuelle et passive, l’habitude prise une fois pour toutes, l’emploi complet du temps, une certaine discipline permise et voulue d’« impersonnalité », d’oubli de soi, d’« incuria sui » — : combien radicalement et délicatement le prêtre ascétique a su employer tout cela dans la lutte contre la douleur ! »

## Sociologie

### Étude de Max Weber
Max Weber a étudié le passage de l'ascétisme religieux à l'ascétisme économique, puis enfin à l'esprit de capitalisme. Dans ce sens, l'ascétisme est la privation particulière que l'individu pratique pour atteindre un but. Weber examine plusieurs sources du protestantisme ascétique : le calvinisme, le piétisme, le méthodisme et les sectes issues du mouvement baptiste.

## Médecine
Depuis 1902, le chirurgien et eugéniste Alexis Carrel étudiait, au sanctuaire de Lourdes et ailleurs, un effet de prière sur des guérisons inexplicables, quoiqu'il évitât l'usage du mot miracle. Comme il s'apercevait que ce type de guérison était observé sur des hommes qui priaient pour quelqu'un d'autre, et non pour soi-même, il supposait un effet de l'ascèse dans le contexte médical, à condition qu'il s'agît d' « une forme très élevée de l'ascèse ». Bien que ces affirmations ne furent jamais vérifiées.